# Sant Miquel (Rivert)
Sant Miquel és un paratge del terme municipal de Conca de Dalt, a l'antic terme de Toralla i Serradell, al Pallars Jussà, en territori del poble de Rivert. Està situat al sud de Rivert, a la dreta del barranc de Rivert. És a ponent de les Costes, al nord de la partida d'Escarruixos i al sud de l'Argilosa.